# Cacosternum platys
Cacosternum platys é uma espécie de anfíbio da família Petropedetidae.
É endémica da África do Sul.
Os seus habitats naturais são: matagais mediterrânicos, campos de gramíneas de baixa altitude subtropicais ou tropicais sazonalmente húmidos ou inundados, rios intermitentes, marismas intermitentes de água doce, terras aráveis, pastagens, jardins rurais, áreas urbanas, lagoas, terras irrigadas, canais e valas e vegetação introduzida.